# Clark Ridge
Il Clark Ridge (in lingua inglese: Dorsale Clark) è una prominente dorsale rocciosa, lunga 7 km e situata 7 km a ovest del Monte Lowry, nelle Anderson Hills, nel settore settentrionale del Patuxent Range nei Monti Pensacola, in Antartide. 
La dorsale è stata mappata dall'United States Geological Survey (USGS) sulla base di rilevazioni e foto aeree scattate dalla U.S. Navy nel periodo 1956-66.
La denominazione è stata assegnata dall'Advisory Committee on Antarctic Names (US-ACAN) in onore di Larry Clark, cuoco presso la Plateau Station nell'inverno del 1967.